# 德雷兹登科
德雷兹登科（德語：Drezdenko，發音：[drɛzˈdɛŋkɔ]）是波兰卢布斯卡省斯切尔采-德雷兹登科县的一个镇。

## 友好城市
- 德国 莱茵河畔沃尔特
- 德国 溫森